# Universidad Colinas de Boé
La Universidad Colinas de Boé (en portugués: Universidade Colinas de Boé, UCB) es una institución de educación superior privada localizada en el país africano de Guinea-Bisáu. Fue fundada en septiembre de 2003, un poco antes de la creación de la Universidad Amílcar Cabral, la única universidad pública del país.
En 2007, se estableció un acuerdo de cooperación con el Instituto Politécnico de Leiría (IPL).